# National-Panasonic RQ–443 FJS
National-Panasonic RQ–443 FJS típusjelű rádió-magnó. Gyártó: Matsushita Electric Trading Co. Ltd., Japán.
A készülék egy közép- és rövid- és ultrarövidhullámú sáv vételére alkalmas rádiófrekvenciás egységgel, mono magnórésszel és mono végerősítővel van felszerelve. A Magyarországon forgalomba került változatnál az URH sávot OIRT norma szerinti frekvenciára hangolták át. Hálózatról és telepről is üzemeltethető. Hangfelvétel a beépített elektretmikrofonnal, a beépített rádióról és külső műsorforrásból is készíthető.

## Műszaki adatok és minőségi jellemzők

### Mechanikai adatok
- Üzemeltetési helyzet: vízszintes és függőleges
- Szalagtárolási rendszer: Compact Cassette
- Rögzítőhető sávrendszer: félsáv, mono
- Lejátszható sávrendszerek: 
  - félsáv mono
  - 2 x negyedsáv, sztereó (monósítva)
- Felvételi és lejátszási szalagsebesség: 4,76 cm/s ± 2%
- Szalagsebesség-ingadozás: ± 0,4%
- Gyorstekercselési idő C 60 kazettánál: 90 s
- Beépített motor: 1 db, egyenáramú
- Szalaghosszmérés: háromjegyű számlálóval
- Külső méretek: 80 x 175 x 305 mm
- Tömege: 2,5 kg (telepek nélkül)

### Hangfrekvenciás átviteli jellemzők
- Használható szalagfajta: csak vasoxidos
- Frekvenciaátvitel szalagról mérve: 80...10 000 Hz ± 4 dB
- Jel-zaj viszony szalagról mérve, 1 kHz/0 dB jelnél: >= 40 dB
- Törlési csillapítás 1 kHz/0 dB jelnél: >= 50 dB
- Szalagról mért harmonikus torzítás, feszültségkimeneten, 333 Hz/0 dB jelnél: >= 4%
- A végerősítő frekvenciaátvitele: 80...12 000 Hz
- A végerősítő harmonikus torzítása: <= 10% (1 kHz-en, teljes kivezérlésnél)

### Üzemi adatok
- Felvételi és lejátszási korrekció: 3180 + 120 µs
- Törlő és előmágnesező áram frekvenciája: 40 kHz ± 4 kHz
- Tápegyenfeszültség: 6 V
- Telepkészlet: 4 db 1,5 V-os R 20 góliátelem
- Hálózati tápfeszültség: 110/220 V, 50/60 Hz
- Teljesítményfelvétel hálózatból: 8 VA
- Megengedett hálózati feszültségingadozás: ±10 V

### Általános adatok
- Hangszínszabályozás lejátszáskor: 10 kHz-en –10 dB (vágás)
- Hangfrekvenciás bemenetek:
  - mikrofon: 1 mV/1,4 kOhm
  - lemezjátszó: 80 mV/100 kOhm
  - rádió: 10 Mv/14 kOhm
- Hangfrekvenciás kimenetek:
  - jelfeszültség: 300 mV/18 kOhm
  - fülhallgató, hangszóró: 1 V/16 ohm
- Hangfrekvenciás kimeneti teljesítmény:
  - telepes üzemben: 
    - 0,8 W (szinuszos)
    - 1 W (zenei)

  - hálózati üzemben:
    - 1,5 W (szinuszos)
    - 2 W (zenei)
- Beépített hangszóró: 2 W/8 ohm
- Kivezérlésmérő: 60 µA-es Deprez-műszer

### Rádiófrekvenciás adatok
- Vételi sávok: 
  - középhullám, 525...1605 kHz
  - rövidhullám, 5,9...18 MHz
  - URH (OIRT norma), 64...73 MHz
- Vételi érzékenység:
  - középhullámon: 
    - 50 µV/m (6 dB jel-zaj viszonynál)
    - 500 µV/m (26 dB jel-zaj viszonynál)

  - rövidhullámon: 
    - 30 µV/m (6 dB jel-zaj viszonynál)
    - 300 µV/m (26 dB jel-zaj viszonynál)

  - URH-n: 
    - 2 µV/m (6 dB jel-zaj viszonynál)
    - 20 µV/m (26 dB jel-zaj viszonynál)
- Vételi szelektivitás:
  - középhullámon: >= 32 dB
  - rövidhullámon: >= 26 dB
  - URH-n: >= 30 dB
- Frekvenciaátvitel rádióműsor-vételnél: 
  - AM sávokon: 100...4000 Hz
  - FM sávon: 50...10 000 Hz
- Demodulációs torzítás: 
  - AM sávokon: <= 3%
  - FM sávon: <= 1,2%

### Szolgáltatások
- Automata szalagvégkapcsoló
- Felvételi együtthallgatás
- Beépített elektretmikrofon
- Automata felvételi kivezérlés

### Beépített erősítőelemek
- Tranzisztorok:
  - 1 db 2 SB 173(C)
  - 3 db 2 SB 175(B)
  - 2 db 2 SB 324
  - 1 db 2 SB 172(A)
  - 3 db 2 SC 920(R)

### Mechanikus beállítási adatok
- A gumigörgő nyomóereje felvétel/lejátszás üzemmódban: 450 ± 50 cN
- A felcsévélő tengelycsonk forgatónyomatéka felvétel/lejátszás üzemmódban: 55 cN ± 15 cN
- A csévélő tengelycsonkok forgatónyomatéka gyorstekercselésnél: 50 cN ± 10 cN
- Az automata szalagvégkapcsoló mechanikus érintkezőjének nyomatéka: 35 cN
- A hajtómotor fordulatszám-szabályozása: mechanikus centrifugálregulátorral

### Áramfelvételi adatok
- Üresjáratban: 25 mA
- Gyorstekercselésnél: 165 mA
- Lejátszás üzemben: 180 mA (közepes hangerőnél)
- Felvételi üzemben: 215 mA
- Felvétel a beépített rádióból, közepes monitor hangerőnél: 240 mA
- Rádióműsor-hallgatás, legnagyobb hangerőnél: 180 mA

### Elektromos beállítások
- Előmágnesező áram: 0,4...0,6 mA
- Előmágnesező feszültség: 40...60 mV (trimmer potenciométerrel szabályozható)
- Törlés: egyenáramú
- Törlőfeszültség: 2 V
- Beépített fejek:
  - 1 db törlő-
  - 1 db kombináltfej

(mindkettő lágy permalloyból készült fejmaggal)

### Rádiófrekvenciás beállítások
- AM középfrekvencia: 455 kHz
- FM középfrekvencia: 10,7 MHz
- Az AM oszcillátorok hangolása: a rádiófrekvenciás adatoknál megadott vételi sáv szélső frekvenciáin
- Az AM modulátorok hangolási pontjai:
  - középhullámon: 550 kHz/1500 kHz
  - rövidhullámon: 6,5 MHz/16 MHz
- Az FM oszcillátor hangolása: 64 MHz/73 MHz
- Az FM modulátor hangolása: 68 MHz/72 MHz